# Famille Idriss Déby
Pour les articles homonymes, voir Idriss Déby (homonymie).
 (juin 2025).
 (juin 2025).
La famille Idriss Déby est une famille tchadienne,,,,,,,,,,,. Elle a donné 2 chefs d'État à la république Tchadienne.

## Personnalités
- Idriss Déby, Président du Tchad
- Mahamat Idriss Déby, militaire, fils d'Idriss
- Hinda Déby Itno, épouse d'Idriss
- Brahim Déby, fils d'Idriss
- Saleh Deby Itno, militaire, frère d'Idriss